# Tragurij
Tragurij (grč. Tragurion, lat. Tragurium) je antičko naselje na mjestu današnjega Trogira.
Na otočiću između kopna i otoka Čiova u brončano i željezno doba oblikovalo se naselje, dok su na okolnim brdima nastala utvrđena naselja – gradine. U okolici Trogira sačuvane su velike grobne gomile, među kojima i ona na vrhu brda Plošnjaka te tzv. Kneževa gomila u Velom (Kaštelanskom) polju. U II. st. spominje se Tragurion, naselje grčkih kolonista iz Isse (Visa), premda je kolonizacija toga prostora vjerojatno započela već potkraj III. st. pr. Kr. Grčko naselje bilo je ograđeno poligonalnim kamenim bedemima, dijelovi kojih su istraženi i ponegdje sačuvani u temeljima srednjovjekovnih građevina. Gradski prostor bio je organiziran po ortogonalnoj osnovi; ortogonalno su podijeljeni i okolni zemljišni posjedi, što se nazire u današnjoj parcelaciji. O grčkom naselju svjedoči žrtvenik božice Here (pronađen pred zvonikom katedrale), psefizma, reljef žene pri radu i lik božanstva Kairosa, koji su bili uzidani u kasnije plemićke palače, pa njihova lokalna provenijencija nije posve sigurna.
Rimski Tragurium spominje se u više izvora, a Plinije Stariji piše da je oppidum Tragurium čuven po kamenu. U kamenolomu na obližnjem brdu Sutiliji pronađeni su nedovršeni antički stupovi, kapiteli te dva žrtvenika posvećena Heraklu. Rimski se grad razvijao unutar zidina, a izvan grada nalazile su se nekropole s kojih potječe veći broj nadgrobnih spomenika, miljokazi, urne, sarkofazi. Ostatci antičkoga foruma potvrđeni su na jugozapadnoj strani glavnoga trga. O ranom prihvaćanju kršćanstva na širem području grada svjedoče ostatci kasnoantičke grobišne bazilike na lokalitetu Ošljak-Travarica (današnja gradska tržnica), kao i niz ranokršćanskih crkava u gradu i okolici na temeljima kojih su poslije izgrađene crkve.